# Oratorio della Vergine Annunciata
L'oratorio della Vergine Annunciata  è un edificio religioso situato nella frazione Fossato del comune di Rodigo.

## Storia e descrizione
L'oratorio venne edificato nel XIV secolo a poca distanza dalla corte Nievo, sulla strada che porta a Rivalta sul Mincio.
Appartenuto alla famiglia Paganini, passò alla diocesi di Mantova e agli inizi dell'Ottocento venne interamente restaurato da Giovanni Battista Nievo, antenato del patriota scrittore Ippolito, che ne divenne proprietario. Il restauro terminò nel 1826 e successivamente venne ceduto dagli eredi alla diocesi di Mantova.